# Tresa (rivier)
De Tresa is een rivier op de grens van Italië en Zwitserland en vormt de verbinding tussen de meren Lago di Lugano en Lago Maggiore.
Op het punt waar de river ontstaat ligt een brug waarop de belangrijke grensovergang van Ponte Tresa gevestigd is. Enkele kilometers voor de rivier uitstroomt in het Lago Maggiore wordt hij gestuwd waardoor een klein meer is ontstaan. De stuwdam (Diga di Creva) is aangelegd ten behoeve van energiewinning en om de rivier in bedwang te houden in periodes met grote hoeveelheden neerslag.
- Gemeinsame Normdatei: 7521898-7
- Virtual International Authority File: 244766938